# Арам (фильм)
«Арам» (фр. Aram) — французская драма снятая режиссёром Робертом Кешишяном.

## Создание
Работа над фильмом режиссёра и автора сценария Роберта Кешишяна завершились в 2002 году. «Арам» был снят при участии компаний Bac Films, Canal+, Les Films A4, Studio Canal, Studio Images 8. В прокат фильм вышел 27 ноября 2002 года, а спустя некоторое время 29 июня 2003 года фильм был показан на Мюнхенском кинофестивале, где победил в номинации «Большие надежды». 

2 июля 2004 года картина была показана на международном кинофестивале «Золотой абрикос» в Ереване, где она была номинирована на гран-при конкурса. Телевизионная премьера фильма состоялась в Венгрии 14 апреля 2008 года.

## Сюжет
Семья Саркисян долгое время живёт в Париже, позади остались тяжелые времена, войны и лишения их исторической родины. Однажды, в результате террористического акта в Париже получает серьёзные ранения младший брат Левон. Узнав об этом, отец братьев Миран Саркисян, обвинив в ужасной трагедии старшего сына Арама, отрекается от него и изгоняет. Спустя годы Арам, сражавшийся на войне в Карабахе, тайно приезжает во Францию. Он встречается со своей младшей сестрой Мелинэ и рассказывает ей о том что решил отомстить за трагедию, которая случилась с его семьей и разрушила его жизнь. Но в день свадьбы девушки появляются люди из экстремистской организации, чтобы разобраться с самим Арамом…

## В ролях
| Актёр             | Роль             |
| ----------------- | ---------------- |
| Симон Абкарян     | Арам             |
| Любна Азабал      | Мелинэ           |
| Серж Аведикян     | Талаат           |
| Алан Мотте        | Миран Саркисян   |
| Метью Деми        | Левон            |
| Жиль Арбона       | м.Паул           |
| Изабелла Садоян   | тётя Ануш        |
| Оливер Лустау     | Мехмет           |
| Марк Самуэль      | Вартан           |
| Жан-Ив Шатле      | адвокат Каведжян |
| Фабио Зенони      | Виргил           |
| Жульен Ламброчини | Стефан           |
| Смаил Мекки       | Фодиль           |
| Самир Гесми       | Саад             |
| Малик Фараун      | Низаметдин       |

## Награды
- Победа в номинации «Большие надежды» на Мюнхенском кинофестивале
- Номинант гран-при международного кинофестиваля «Золотой абрикос»